# NASA Tech Briefs
Die US-amerikanische Luft- und Raumfahrtbehörde NASA ist im Rahmen ihrer Forschung und Entwicklungstätigkeit verpflichtet, der Industrie über jede neue, kommerziell interessante Technologie zu berichten. Seit mehr als drei Jahrzehnten wird dem durch die Veröffentlichung der NASA Tech Briefs entsprochen.
In den 1960ern wurde dies durch jeweils eine Seite erreicht. Seit 1985 sind die NASA Tech Briefs ein Joint Venture der NASA und der Tech Briefs Media Group, einem Unternehmen der SAE International. Die Veröffentlichung erreicht über 190.000 Empfänger.
Das monatliche Magazin, welches auch noch in Papierform verfügbar ist, enthält Berichte von Innovationen und Entwicklungen der NASA und ihrer Industrie- und Vertragspartner. NASA Tech Briefs enthält auch Artikel von NASA-Spin-offs, über Technologietransfer und Anwendungsberichte. Regelmäßige Rubriken beschreiben neue Patente, Industrieprodukte, Software und Literatur.
Die zugehörige kommerzielle Webseite ist privater Natur und keine offizielle Webseite der NASA oder von ihr bezahlt.